# Samantha Stosur
Samantha Jane Stosur (* 30. März 1984 in Brisbane) ist eine ehemalige australische Tennisspielerin. Sie gewann bislang acht Grand-Slam-Titel, darunter vier im Doppel und drei im Mixed. Ihr größter Erfolg jedoch war der Gewinn der US Open im Jahr 2011 im Einzel. Mit weit über 1700 Partien in allen drei Disziplinen und über 20 Mio. US-Dollar Preisgeld zählt sie zu den erfolgreichsten australischen Tennisspielerinnen der Open Era.

## Karriere
Im Alter von acht Jahren erhielt Samantha Stosur zu Weihnachten einen Tennisschläger, mit 13 nahm sie bereits an den Weltmeisterschaften der Juniorinnen in Djakarta teil. Im Alter von 15 Jahren begann sie ihre Profikarriere bei Turnieren der ITF. Anfang 2000 gab sie ihr Debüt bei den Australian Open, scheiterte jedoch gleich in der ersten Qualifikationsrunde. 2001 gewann sie vier ITF-Turniere, darunter drei in Japan (Ibaraki, Osaka und Kyōto) sowie eins in Australien (Cairns). 2002 trat sie mit einer Wildcard erneut in Melbourne an. Im Jahr darauf erreichte sie dort, nachdem sie Conchita Martínez und Vanessa Webb hatte ausschalten können, die dritte Runde, in der sie Daniela Hantuchová unterlag. 2003 spielte sie erstmals in Wimbledon, wo sie eine Erstrundenniederlage gegen Lindsay Davenport hinnehmen musste. Seit 2002 gehört sie dem australischen Fed-Cup-Team. 2004 trat sie für ihr Land auch bei den Olympischen Spielen an.
Für die australische Fed-Cup-Mannschaft bestritt Stosur bislang 58 Partien im Einzel und Doppel, von denen sie 37 für sich entscheiden konnte. im Doppel verlor sie nur eines von neun Matches. Außerdem hält sie mit 29 gewonnenen Partien den Landesrekord für die meisten Einzelsiege im Fed Cup.

### 2005 und 2006
Stosur trat in jungen Jahren vor allem als Doppelspezialistin in Erscheinung. 2005 siegte sie an der Seite von Scott Draper im Finale des Mixed-Wettkampfs bei den Australian Open im Tiebreak des dritten Satzes gegen Liezel Huber und Kevin Ullyett. Im selben Jahr gewann sie zusammen mit Lisa Raymond die Damendoppel-Konkurrenz der US Open im Endspiel gegen Jelena Dementjewa und Flavia Pennetta sowie die WTA Championships 2005 in Los Angeles nach Sieg über Cara Black und Rennae Stubbs. 2006 kam es beim Jahresturnier der Besten in Madrid zu einer Neuauflage des Finals, aus dem Stosur und Raymond aber erneut als Siegerinnen hervorgingen. Gemeinsam mit der US-Amerikanerin stand sie bis 2008 in vier weiteren Grand-Slam-Endspielen, von denen sie sich lediglich im Finale der French Open 2006 gegen Daniela Hantuchová und Ai Sugiyama durchsetzen konnten. Gemeinsam gewann das Duo zwanzig Endspiele, darunter Matches bei großen Tier-I-Turnieren wie Moskau, Charleston oder Berlin. 2007 verteidigten sie jeweils ihre Titel in Tokio, Indian Wells, Miami. Der Sieg beim englischen Rasenturnier in Eastbourne 2008 war ihr bislang letzter gemeinsamer Titel. Im Februar 2006 wurde sie zum ersten Mal als Nummer eins der Weltrangliste im Doppel geführt. Insgesamt stand sie 62 Wochen lang an der Spitze des Feldes, ehe sie im April 2007 von ihrer Partnerin Lisa Raymond abgelöst wurde.
Im Einzel ließ Stosur zum ersten Mal Anfang 2005 aufhorchen, als sie mit einer Wildcard ausgestattet nacheinander die Finals von Gold Coast und Sydney erreichte, dort aber gegen Patty Schnyder respektive Alicia Molik verlor. Im folgenden Jahr konnte sie diese Resultate zunächst nicht verteidigen, erhielt jedoch eine Wildcard für die Australian Open. Dort zog sie erstmals ins Achtelfinale ein, in dem sie Martina Hingis 1:6, 6:7 (6:8) unterlag. Beim WTA-Turnier in Tokio verlor sie das Viertelfinale gegen Marija Scharapowa. In Miami ging sie im Einzel gegen die Weltranglistenerste Amélie Mauresmo mit 0:6 und 0:6 unter. In Prag kam sie ins Endspiel, das sie in drei Sätzen verlor. Bei den French Open setzte es eine Erstrundenniederlage gegen Ana Ivanović.
In Wimbledon traf Stosur in Runde zwei wiederum auf Mauresmo und unterlag diesmal mit 4:6, 2:6. In der zweiten Runde von Los Angeles besiegte sie mit Lindsay Davenport erstmals eine Top-Ten-Spielerin, unterlag in Runde drei jedoch Jelena Janković. Zwei Wochen später in New Haven kam sie als Lucky Loserin bis ins Halbfinale, in dem sie erneut Davenport unterlag.
Die europäische Hallensaison begann Stosur beim Turnier in Luxemburg, wo sie in Runde zwei gegen Jelena Dementjewa ausschied. In Stuttgart folgte einer Auftaktniederlage im Einzel erneut ein Doppeltitel mit Raymond, ebenso wie in Linz und im letzten Turnier des Jahres im belgischen Hasselt.

### 2007 bis 2009
Nach mäßigem Start in die neue Saison, zeigten sich bei den French Open bei Stosur erste Symptome einer durch Zeckenbiss hervorgerufenen Lyme-Borreliose. In Wimbledon verlor sie in der ersten Runde, die US-Hartplatzsaison war dann von vielen Absagen begleitet. Nach den US Open beendete sie vorzeitig die Saison.
Nach überstandener Krankheit bestritt sie im April 2008 zwei ITF-Turniere (Dothan, Charlottesville). Bei ihrem ersten WTA-Turnier in Rom unterlag sie in Runde zwei Venus Williams. In Wimbledon gewann sie an der Seite von Bob Bryan ihren zweiten Grand-Slam-Titel im Mixed. Im Finale schlugen sie Katarina Srebotnik und Mike Bryan in zwei Sätzen.
2009 kämpfte sich Stosur zurück in die Weltspitze. Bei den Australian Open erreichte sie die dritte Runde, in der sie der an Nummer vier gesetzten Jelena Dementjewa unterlag. In Miami erreichte sie nach Siegen über Sybille Bammer, Dinara Safina und Amélie Mauresmo das Viertelfinale, scheiterte dann jedoch gegen die spätere Siegerin Wiktoryja Asaranka. Mit dem Halbfinaleinzug bei den French Open erreichte sie ihr bislang bestes Einzelergebnis bei einem Grand-Slam-Turnier; sie unterlag dort mit Swetlana Kusnezowa wiederum der späteren Siegerin. In Wimbledon erreichte sie wieder nur die dritte Runde, stand dann aber mit ihrer Landsfrau Rennae Stubbs im Doppelfinale, das die beiden gegen Serena und Venus Williams verloren. In WTA Osaka gewann Stosur am 18. Oktober ihren ersten WTA-Einzeltitel, als sie im Finale der HP Open Francesca Schiavone mit 7:5, 6:1 besiegte.

### 2010
Bei den Australian Open schied Stosur im Achtelfinale gegen die Weltranglistenerste Serena Williams aus, die sich später auch den Titel sicherte. Im Fed Cup gelang dem australischen Team mit einem Sieg über Spanien der Aufstieg in die Relegation. Kurz darauf scheiterte Stosur bereits in der ersten Runde von Dubai gegen Tathiana Garbin.
Im März spielte sie bei den großen Turnieren in Indian Wells, wo sie im Halbfinale gegen die spätere Siegerin Jelena Janković verlor, und in Miami, wo sie im Viertelfinale Kim Clijsters unterlag, die danach ebenfalls das Turnier gewinnen konnte. Im Doppel zog sie mit Nadja Petrowa bei beiden WTA-Turnieren ins Endspiel ein.
Am 18. April gewann Stosur beim Family Circle Cup ihren zweiten WTA-Einzeltitel. Sie gab im gesamten Turnier nur einen Satz ab und setzte sich im Finale gegen Wera Swonarewa mit 6:0, 6:3 durch.
In der zweiten Fed-Cup-Runde kehrten die Australierinnen mit einem ungefährdeten Sieg über das Team der Ukraine seit langer Zeit wieder in die erste Weltgruppe zurück.
Im Mai erreichte Stosur in Stuttgart das Finale, das sie gegen Justine Henin in drei Sätzen verlor. Nach einer verletzungsbedingten Absage kam sie in Madrid ins Viertelfinale (Niederlage gegen Venus Williams). Bei den French Open ging sie als beste Sandplatzspielerin der Saison mit einer Bilanz von 14:2 Siegen als Mitfavoritin an den Start. Nach Siegen über Simona Halep, De Los Rios und Piwowarowa stieß sie ins Achtelfinale vor; sie traf dort, wie bereits in Stuttgart, auf Justine Henin und behielt nach verlorenem ersten Satz diesmal die Oberhand (2:6, 6:1 und 6:4). Im Viertelfinalmatch besiegte sie Serena Williams mit 6:2, 6:7 und 8:6; eineinhalb Sätze lang war sie die dominierende Spielerin, schlug im zweiten Satz bei 5:3 zum Matchgewinn auf und musste bei 5:6 im dritten Satz dann sogar einen Matchball abwehren. Im Halbfinale gegen Jelena Janković war sie von Beginn an konzentriert und verwandelte nach gerade mal einer Stunde ihren ersten Matchball zum 6:1 und 6:2. Das Endspiel gegen Francesca Schiavone am 5. Juni 2010 verlor sie mit 4:6, 6:7 (2:7).
Bei den US Open hatte Stosur erneut Startschwierigkeiten. Gegen Jelena Wesnina konnte sie im zweiten Satz beim 3:6, 7:6 und 6:1 das Aus gerade noch abwenden, in der zweiten Runde besiegte sie ihre Landsfrau Anastasia Rodionova mit 6:3, 6:4. Nach einem Sieg über Sara Errani (6:2, 6:3) traf sie im Achtelfinale auf Jelena Dementjewa, gegen die sie sich mit 6:3, 2:6 und 7:6 knapp durchsetzte und damit erstmals im Einzel das Viertelfinale der US Open erreichte. Dort traf sie bei phasenweise irregulären Bedingungen (heftige Windböen wegen Hurrikan „Earl“) auf die favorisierte Kim Clijsters, der sie am Ende mit 4:6, 7:5 und 3:6 unterlag.

### 2011 und 2012
Nach ihrer Drittrundenniederlage in Melbourne war beim Grand-Slam-Turnier in Paris gegen Gisela Dulko ebenfalls in Runde drei Schluss. Dennoch erreichte sie im Februar 2011 mit Platz vier ihre höchste Position in der Damen-Weltrangliste. Dazwischen stand sie beim Sandplatzturnier in Rom im Finale, das sie gegen Scharapowa mit 2:6, 4:6 verlor. Beim Rasenturnier von Eastbourne kam Stosur ins Halbfinale, das sie bei äußerst windigen Bedingungen gegen die spätere Turniersiegerin Marion Bartoli glatt verlor. In Wimbledon scheiterte sie bereits in der ersten Runde. Mit ihrer neuen Doppelpartnerin Sabine Lisicki, an deren Seite sie im April bereits das Turnier von Stuttgart hatte gewinnen können, zog sie in London dagegen erneut ins Finale ein. Sie unterlagen der Paarung Květa Peschke und Katarina Srebotnik allerdings mit 3:6 und 1:6.
Zu Beginn der Hartplatzsaison unterlag Stosur im Achtelfinale von Stanford ihrer Doppelpartnerin Lisicki in zwei Sätzen. Besser lief es in Toronto, wo sie nach einer längeren Durststrecke wieder ein Finale erreichen konnte. Das Endspiel verlor sie gegen eine wieder erstarkte Serena Williams klar mit 4:6 und 2:6. Ihren bislang größten Erfolg erreichte Stosur dann bei den US Open, als sie dort mit einem 6:2-, 6:3-Endspielsieg über Serena Williams ihren ersten Grand-Slam-Titel im Einzel feierte.
Zur Enttäuschung ihrer Fans kam bei den Australian Open das Aus 2012 bereits in Runde eins gegen Sorana Cîrstea. Beim Sandplatzturnier in Charleston stieß sie ins Halbfinale vor, in dem sie der späteren Siegerin Serena Williams unterlag. Bei der Fed-Cup-Begegnung im April gegen das deutsche Team gewann sie gegen Angelique Kerber und Andrea Petković beide Einzel. Beim WTA-Turnier in Stuttgart erreichte sie das Viertelfinale, in dem sich die spätere Turniersiegerin Scharapowa durchsetzte.
Im Mai in Madrid schied sie gegen die Qualifikantin Lucie Hradecká ebenfalls im Viertelfinale aus. Bei den French Open spielte sie sich mit überzeugenden Siegen (u. a. 6:4, 6:1 im Viertelfinale über Dominika Cibulková) bis ins Halbfinale, in dem sie Sara Errani mit 5:7, 6:1 und 3:6 unterlag. In Wimbledon scheiterte sie bereits in Runde zwei an Arantxa Rus. Als Titelverteidigerin schied sie bei den US Open im Viertelfinale gegen Wiktoryja Asaranka aus.

### 2013 bis 2016
Im Anschluss an ein erneut frühes Scheitern bei den Australian Open, gelang ihr in Indian Wells der Sprung ins Viertelfinale, wo sie aber wegen einer Wadenverletzung, die sie sich in der Runde zuvor zuzog, von ihrer Partie gegen Angelique Kerber zurückzog. Die Sandplatzsaison verlief in der Folge enttäuschend. Lediglich in Rom erreichte die Australierin die Runde der letzten Acht, bei den French Open folgte das Aus bereits in der dritten Runde, wie davor schon in Stuttgart gegen Jelena Janković. Da sie die Punkte aus der Vorsaison nicht verteidigen konnte, fiel Stosur erstmals seit 2010 aus den Top 10 der Weltrangliste heraus. Nach einer weiteren frühen Niederlage in Wimbledon gegen die spätere Finalistin Sabine Lisicki, meldete sie sich mit einem Triumph bei den Southern California Open 2013 in Carlsbad zurück, wo sie im Endspiel nach zuvor acht erfolglosen Begegnungen ihren bis heute einzigen Sieg gegen Wiktoryja Asaranka verbuchen konnte. Bei den anschließenden US Open scheiterte sie jedoch schon in ihrer Auftaktpartie an der amerikanischen Qualifikantin Victoria Duval. Durch den Turniersieg in Osaka konnte sie sich immerhin für das International Tournament of Champions 2013 in Sofia qualifizieren, unterlag dort aber im Finale wie auch schon im Endspiel vom Kremlin Cup Simona Halep.
Auch die Saison 2014 verlief für die Australierin insbesondere bei den Grand-Slam-Turnieren enttäuschend. So gelang ihr nur bei den French Open das Erreichen der vierten Runde, wo sie nach deutlicher Führung in drei Sätzen gegen Marija Scharapowa verlor und gegen die Russin ihre 14. Niederlage im 16. Aufeinandertreffen hinnehmen musste. Bei den Australian Open schied sie in der dritten, bei den US Open in der zweiten Runde aus. In Wimbledon scheiterte sie bereits im ersten Match an Yanina Wickmayer. Allerdings konnte sie dort den Wettbewerb im Mixed an der Seite von Nenad Zimonjić zum zweiten Mal nach 2008 gewinnen. Ihre besten Ergebnisse im Einzel verbuchte Stosur am Ende des Jahres. So stand sie beim Premier-Mandatory-Turnier in Peking im Halbfinale, das sie gegen Petra Kvitová verlor, und verteidigte ihren Titel in Osaka ohne Satzverlust.
Ab 2015 verlagerte sich der Fokus der Australierin aufgrund schwacher Ergebnisse bei den Großereignissen immer mehr auf kleinere Turniere. Nur bei den US Open erreichte sie die vierte Runde, unterlag dort aber wie in den sieben Begegnungen zuvor der späteren Siegerin Flavia Pennetta. Auf Sand errang sie Titel in Straßburg und Bad Gastein nach Siegen gegen Kristina Mladenovic und Karin Knapp. Bei den Citi Open in Washington konnte sie als damals siebte aktive Spielerin ihren 500. Sieg im Einzel verbuchen.
2016 gelang Stosur bei den French Open noch einmal noch einmal die Qualifikation für das Halbfinale eines Grand-Slam-Turniers, als sie sich bei widrigen äußeren Verhältnissen unter anderem gegen Simona Halep glatt durchsetzte, die das Aufeinandertreffen der beiden im Halbfinale von Madrid noch klar für sich entscheiden konnte. Trotz dieses Erfolgs, kam sie sowohl in Wimbledon als auch bei den US Open nicht über das Erreichen der zweiten Runde hinaus. Bei den Olympischen Spielen in Rio de Janeiro musste sie sich im Achtelfinale Angelique Kerber geschlagen geben. Im Mixed-Doppel trat sie mit John Peers an, die beiden scheiterten aber schon im ersten Match am indischen Doppel Sania Mirza und Rohan Bopanna.

### Seit 2017
Das Jahr 2017 begann für Stosur mit drei Erstrundenpleiten in Australien und saisonübergreifend neun Niederlagen am Stück desaströs. Auf Sandplatz kämpfte sie sich jedoch wieder zurück in Form und gewann im Endspiel gegen ihre Landsfrau Daria Gavrilova zum zweiten Mal das WTA-Turnier in Straßburg. Bei den darauffolgenden French Open erreichte sie mit der vierten Runde ihr bestes Grand-Slam-Resultat des Jahres, verlor dort aber gegen die spätere Siegerin Jeļena Ostapenko. Aufgrund einer Stressfraktur in der Hand musste sie ihre Teilnahme an Wimbledon und den US Open absagen und kehrte erst wieder gegen Saisonende bei den Turnieren in Asien auf die WTA Tour zurück. Zudem verlor sie ihre Position als bestplatzierte australische Tennisspielerin an Daria Gavrilova.
Nach anhaltend durchschnittlichen Ergebnissen und dem Erreichen eines einzigen Halbfinals beim Rasenturnier in Mallorca, verließ Stosur 2018 nach zehn Jahren die Top 50 der Weltrangliste. Nur im Doppel konnte sie an der Seite von Zhang Shuai in Hongkong nach fünf Jahren Pause wieder einen WTA-Titel gewinnen. Die beiden traten auch bei den Australian Open im Doppel an und setzten sich dort im Finale gegen die an eins gesetzten Kristina Mladenovic und Tímea Babos durch. Für Stosur, die zuletzt 2006 im Finale der French Open siegte, war es der dritte Grand-Slam-Titel im Damendoppel und der erste Triumph im Endspiel eines Grand Slams seit dem Sieg im Mixed-Wettkampf von Wimbledon 2014. Im Einzel hingegen überstand sie 2019 bei den Grand-Slam-Turnieren lediglich in Paris die erste Runde. In Guangzhou konnte sie das 25. WTA-Finale ihrer Karriere erreichen, unterlag dort jedoch Sofia Kenin in drei Sätzen. Trotz absteigender Leistungen beendete Stosur 2019 das Tennisjahr zum 16. Mal in Folge unter den Top 100 der Welt, nur Serena Williams hat von allen aktiven Spielerinnen eine noch längere Dauer vorzuweisen.
Wegen ihrer langjährigen Verdienste für das australische Fed-Cup-Team, für das sie seit 2003 insgesamt 31-mal auflief, bekam Stosur von der ITF sowie der International Tennis Hall of Fame im Rahmen des Fed-Cup-Finales 2019 den Fed Cup Award of Excellence verliehen. Im Finale selbst kam sie nur im Doppel zum Einsatz, wo sie an der Seite der Weltranglisten-Ersten Ashleigh Barty dem französischen Doppel Kristina Mladenovic und Caroline Garcia unterlag. Für Stosur war es die erste und bislang einzige Niederlage in einem Fed-Cup-Doppel.
Nach den Australian Open 2023 beendete sie ihre Karriere.

## Privates
Im Juni 2020 wurde Stosur, die in einer gleichgeschlechtlichen Beziehung lebt, Mutter eines Mädchens. Das Kind wurde von ihrer Partnerin Liz Astling ausgetragen.

## Turniersiege

### Einzel
| Nr. | Datum              | Turnier     | Kategorie         | Belag     | Finalgegnerin       | Ergebnis       |
| --- | ------------------ | ----------- | ----------------- | --------- | ------------------- | -------------- |
| 1.  | 18. Oktober 2009   | Osaka       | WTA International | Hartplatz | Francesca Schiavone | 7:5, 6:1       |
| 2.  | 18. April 2010     | Charleston  | WTA Premier       | Sand      | Wera Swonarjowa     | 6:0, 6:3       |
| 3.  | 11. September 2011 | US Open     | Grand Slam        | Hartplatz | Serena Williams     | 6:2, 6:3       |
| 4.  | 4. August 2013     | Carlsbad    | WTA Premier       | Hartplatz | Wiktoryja Asaranka  | 6:2, 6:3       |
| 5.  | 13. Oktober 2013   | Osaka       | WTA International | Hartplatz | Eugenie Bouchard    | 3:6, 7:5, 6:2  |
| 6.  | 12. Oktober 2014   | Osaka       | WTA International | Hartplatz | Sarina Dijas        | 7:67, 6:3      |
| 7.  | 23. Mai 2015       | Straßburg   | WTA International | Sand      | Kristina Mladenovic | 3:6, 6:2, 6:3  |
| 8.  | 26. Juli 2015      | Bad Gastein | WTA International | Sand      | Karin Knapp         | 3:6, 7:63, 6:2 |
| 9.  | 27. Mai 2017       | Straßburg   | WTA International | Sand      | Daria Gavrilova     | 5:7, 6:4, 6:3  |

### Doppel
| Nr. | Datum              | Turnier         | Kategorie              | Belag             | Partnerin          | Finalgegnerinnen                           | Ergebnis         |
| --- | ------------------ | --------------- | ---------------------- | ----------------- | ------------------ | ------------------------------------------ | ---------------- |
| 1.  | 15. Januar 2005    | Sydney          | WTA Tier II            | Hartplatz         | Bryanne Stewart    | Jelena Dementjewa Ai Sugiyama              | kampflos         |
| 2.  | 10. April 2005     | Amelia Island   | WTA Tier II            | Sand              | Bryanne Stewart    | Květa Peschke Patty Schnyder               | 6:4, 6:2         |
| 3.  | 27. August 2005    | New Haven       | WTA Tier II            | Hartplatz         | Lisa Raymond       | Gisela Dulko Marija Kirilenko              | 6:2, 6:76, 6:1   |
| 4.  | 10. September 2005 | US Open         | Grand Slam             | Hartplatz         | Lisa Raymond       | Jelena Dementjewa Flavia Pennetta          | 6:2, 5:7, 6:3    |
| 5.  | 2. Oktober 2005    | Luxemburg       | WTA Tier II            | Hartplatz (Halle) | Lisa Raymond       | Cara Black Rennae Stubbs                   | 7:5, 6:1         |
| 6.  | 16. Oktober 2005   | Moskau          | WTA Tier I             | Teppich (Halle)   | Lisa Raymond       | Cara Black Rennae Stubbs                   | 6:2, 6:4         |
| 7.  | 13. November 2005  | Los Angeles     | WTA Tour Championships | Hartplatz (Halle) | Lisa Raymond       | Cara Black Rennae Stubbs                   | 6:7, 7:5, 6:4    |
| 8.  | 5. Februar 2006    | Tokio           | WTA Tier I             | Teppich (Halle)   | Lisa Raymond       | Cara Black Rennae Stubbs                   | 6:2, 6:1         |
| 9.  | 25. Februar 2006   | Memphis         | WTA Tier III           | Hartplatz (Halle) | Lisa Raymond       | Wiktoryja Asaranka Caroline Wozniacki      | 7:62, 6:3        |
| 10. | 18. März 2006      | Indian Wells    | WTA Tier I             | Hartplatz         | Lisa Raymond       | Virginia Ruano Pascual Meghann Shaughnessy | 6:2, 7:5         |
| 11. | 1. April 2006      | Miami           | WTA Tier I             | Hartplatz         | Lisa Raymond       | Liezel Huber Martina Navratilova           | 6:4, 7:5         |
| 12. | 16. April 2006     | Charleston      | WTA Tier I             | Sand              | Lisa Raymond       | Virginia Ruano Pascual Meghann Shaughnessy | 3:6, 6:1, 6:1    |
| 13. | 10. Juni 2006      | French Open     | Grand Slam             | Sand              | Lisa Raymond       | Daniela Hantuchová Ai Sugiyama             | 6:3, 6:2         |
| 14. | 8. Oktober 2006    | Stuttgart       | WTA Tier II            | Hartplatz (Halle) | Lisa Raymond       | Cara Black Rennae Stubbs                   | 6:3, 6:4         |
| 15. | 29. Oktober 2006   | Linz            | WTA Tier II            | Hartplatz (Halle) | Lisa Raymond       | Corina Morariu Katarina Srebotnik          | 6:3, 6:0         |
| 16. | 5. November 2006   | Hasselt         | WTA Tier III           | Hartplatz (Halle) | Lisa Raymond       | Eleni Daniilidou Jasmin Wöhr               | 6:2, 6:3         |
| 17. | 12. November 2006  | Madrid          | WTA Tour Championships | Hartplatz (Halle) | Lisa Raymond       | Cara Black Rennae Stubbs                   | 3:6, 6:3, 6:3    |
| 18. | 4. Februar 2007    | Tokio           | WTA Tier I             | Teppich (Halle)   | Lisa Raymond       | Vania King Rennae Stubbs                   | 7:66, 3:6, 7:5   |
| 19. | 17. März 2007      | Indian Wells    | WTA Tier I             | Hartplatz         | Lisa Raymond       | Chan Yung-jan Chuang Chia-jung             | 6:3, 7:5         |
| 20. | 30. März 2007      | Miami           | WTA Tier I             | Hartplatz         | Lisa Raymond       | Cara Black Liezel Huber                    | 6:4, 3:6, [10:2] |
| 21. | 13. Mai 2007       | Berlin          | WTA Tier I             | Sand              | Lisa Raymond       | Tathiana Garbin Roberta Vinci              | 6:3, 6:4         |
| 22. | 23. Juni 2007      | Eastbourne      | WTA Tier II            | Rasen             | Lisa Raymond       | Květa Peschke Rennae Stubbs                | 6:75, 6:4, 6:3   |
| 23. | 24. April 2011     | Stuttgart       | WTA Premier            | Sand (Halle)      | Sabine Lisicki     | Kristina Barrois Jasmin Wöhr               | 6:1, 7:65        |
| 24. | 20. Oktober 2013   | Moskau          | WTA Premier            | Hartplatz (Halle) | Swetlana Kusnezowa | Alla Kudrjawzewa Anastasia Rodionova       | 6:1, 1:6, [10:8] |
| 25. | 14. Oktober 2018   | Hongkong        | WTA International      | Hartplatz         | Zhang Shuai        | Shūko Aoyama Lidsija Marosawa              | 6:4, 6:4         |
| 26. | 25. Januar 2019    | Australian Open | Grand Slam             | Hartplatz         | Zhang Shuai        | Tímea Babos Kristina Mladenovic            | 6:3, 6:4         |
| 27. | 21. August 2021    | Cincinnati      | WTA 1000               | Hartplatz         | Zhang Shuai        | Gabriela Dabrowski Luisa Stefani           | 7:5, 6:3         |
| 28. | 12. September 2021 | US Open         | Grand Slam             | Hartplatz         | Zhang Shuai        | Cori Gauff Catherine McNally               | 6:3, 3:6, 6:3    |

### Mixed
| Nr. | Datum           | Turnier         | Kategorie  | Belag     | Partner        | Finalgegner                   | Ergebnis         |
| --- | --------------- | --------------- | ---------- | --------- | -------------- | ----------------------------- | ---------------- |
| 1.  | 30. Januar 2005 | Australian Open | Grand Slam | Hartplatz | Scott Draper   | Liezel Huber Kevin Ullyett    | 6:2, 2:6, [10:6] |
| 2.  | 6. Juli 2008    | Wimbledon       | Grand Slam | Rasen     | Bob Bryan      | Katarina Srebotnik Mike Bryan | 7:5, 6:4         |
| 3.  | 6. Juli 2014    | Wimbledon       | Grand Slam | Rasen     | Nenad Zimonjić | Chan Hao-ching Maks Mirny     | 6:4, 6:2         |

## Abschneiden bei Grand-Slam-Turnieren

### Einzel
| Turnier                      | 1998              | 1999              | 2000              | 2001              | 2002              | 2003              | 2004              | 2005              | 2006              | 2007              | 2008              | 2009              | 2010              | 2011              | 2012              | 2013              | 2014              | 2015              | 2016             | 2017              | 2018              | 2019              | 2020              | 2021              | 2022              | Titel / Teiln. | Titel / Teiln. |
| ---------------------------- | ----------------- | ----------------- | ----------------- | ----------------- | ----------------- | ----------------- | ----------------- | ----------------- | ----------------- | ----------------- | ----------------- | ----------------- | ----------------- | ----------------- | ----------------- | ----------------- | ----------------- | ----------------- | ---------------- | ----------------- | ----------------- | ----------------- | ----------------- | ----------------- | ----------------- | -------------- | -------------- |
| Australian Open              | –                 | –                 | Q1                | Q1                | 1                 | 3                 | 2                 | 1                 | AF                | 2                 | –                 | 3                 | AF                | 3                 | 1                 | 2                 | 3                 | 2                 | 1                | 1                 | 1                 | 1                 | 1                 | 2                 | 2                 | 0 / 20         | 0 / 20         |
| French Open                  | –                 | –                 | –                 | –                 | –                 | Q1                | 1                 | 2                 | 1                 | 3                 | 2                 | HF                | F                 | 3                 | HF                | 3                 | AF                | 3                 | HF               | AF                | 3                 | 2                 | –                 | –                 | –                 | 0 / 16         | 0 / 16         |
| Wimbledon                    | –                 | –                 | –                 | –                 | –                 | 1                 | 1                 | 1                 | 2                 | 2                 | 2                 | 3                 | 1                 | 1                 | 2                 | 3                 | 1                 | 3                 | 2                | –                 | 2                 | 1                 | n. a.             | 1                 | –                 | 0 / 17         | 0 / 17         |
| US Open                      | –                 | –                 | –                 | –                 | –                 | Q2                | 2                 | 1                 | 1                 | 1                 | 1                 | 2                 | VF                | S                 | VF                | 1                 | 2                 | AF                | 2                | –                 | 1                 | 1                 | –                 | 1                 | –                 | 1 / 16         | 1 / 16         |
| WTA Finals                   | –                 | –                 | –                 | –                 | –                 | –                 | –                 | –                 | –                 | –                 | –                 | –                 | HF                | HF                | RR                | –                 | –                 | –                 | –                | –                 | –                 | –                 | n. a.             | –                 | –                 | 0 / 3          | 0 / 3          |
| Doha                         | n. a. bzw. a. K.  | n. a. bzw. a. K.  | n. a. bzw. a. K.  | n. a. bzw. a. K.  | n. a. bzw. a. K.  | n. a. bzw. a. K.  | n. a. bzw. a. K.  | n. a. bzw. a. K.  | n. a. bzw. a. K.  | n. a. bzw. a. K.  | –                 | n. a. bzw. a. K.  | n. a. bzw. a. K.  | n. a. bzw. a. K.  | F                 | VF                | 2                 | a. K.             | –                | a. K.             | 2                 | a. K.             | –                 | a. K.             | –                 | 0 / 4          | 0 / 4          |
| Dubai                        | n. a. bzw. a. K.  | n. a. bzw. a. K.  | n. a. bzw. a. K.  | n. a. bzw. a. K.  | n. a. bzw. a. K.  | n. a. bzw. a. K.  | n. a. bzw. a. K.  | n. a. bzw. a. K.  | n. a. bzw. a. K.  | n. a. bzw. a. K.  | n. a. bzw. a. K.  | 2                 | 1                 | VF                | andere Kategorie  | andere Kategorie  | andere Kategorie  | 2                 | a. K.            | 2                 | a. K.             | –                 | a. K.             | –                 | a. K.             | 0 / 5          | 0 / 5          |
| Indian Wells                 | –                 | –                 | –                 | –                 | –                 | –                 | 3                 | 3                 | 2                 | 3                 | –                 | 2                 | HF                | 3                 | 3                 | VF                | 3                 | 3                 | AF               | 2                 | 2                 | 1                 | n. a.             | –                 | –                 | 0 / 15         | 0 / 15         |
| Miami                        | –                 | –                 | –                 | –                 | –                 | –                 | Q1                | 1                 | 2                 | 3                 | –                 | VF                | VF                | AF                | AF                | –                 | 3                 | 3                 | 2                | AF                | 1                 | 3                 | n. a.             | –                 | –                 | 0 / 13         | 0 / 13         |
| Charleston                   | nicht ausgetragen | nicht ausgetragen | nicht ausgetragen | –                 | –                 | –                 | –                 | 2                 | 1                 | 1                 | –                 | andere Kategorie  | andere Kategorie  | andere Kategorie  | andere Kategorie  | andere Kategorie  | andere Kategorie  | andere Kategorie  | andere Kategorie | andere Kategorie  | andere Kategorie  | andere Kategorie  | andere Kategorie  | andere Kategorie  | andere Kategorie  | 0 / 3          | 0 / 3          |
| Berlin                       | –                 | –                 | –                 | –                 | –                 | –                 | Q1                | –                 | –                 | 1                 | –                 | n. a. bzw. a. K.  | n. a. bzw. a. K.  | n. a. bzw. a. K.  | n. a. bzw. a. K.  | n. a. bzw. a. K.  | n. a. bzw. a. K.  | n. a. bzw. a. K.  | n. a. bzw. a. K. | n. a. bzw. a. K.  | n. a. bzw. a. K.  | n. a. bzw. a. K.  | n. a. bzw. a. K.  | n. a. bzw. a. K.  | n. a. bzw. a. K.  | 0 / 1          | 0 / 1          |
| Madrid                       | n. a. bzw. a. K.  | n. a. bzw. a. K.  | n. a. bzw. a. K.  | n. a. bzw. a. K.  | n. a. bzw. a. K.  | n. a. bzw. a. K.  | n. a. bzw. a. K.  | n. a. bzw. a. K.  | n. a. bzw. a. K.  | n. a. bzw. a. K.  | n. a. bzw. a. K.  | 2                 | VF                | AF                | VF                | 1                 | AF                | AF                | HF               | AF                | 2                 | Q1                | n. a.             | –                 | –                 | 0 / 10         | 0 / 10         |
| Rom                          | –                 | –                 | –                 | –                 | –                 | –                 | Q1                | 2                 | 2                 | AF                | 2                 | 1                 | –                 | F                 | AF                | VF                | AF                | 1                 | 2                | 1                 | 1                 | Q2                | –                 | –                 | –                 | 0 / 13         | 0 / 13         |
| San Diego                    | andere Kategorie  | andere Kategorie  | andere Kategorie  | andere Kategorie  | andere Kategorie  | andere Kategorie  | –                 | 1                 | 2                 | –                 | n. a. bzw. a. K.  | n. a. bzw. a. K.  | n. a. bzw. a. K.  | n. a. bzw. a. K.  | n. a. bzw. a. K.  | n. a. bzw. a. K.  | n. a. bzw. a. K.  | n. a. bzw. a. K.  | n. a. bzw. a. K. | n. a. bzw. a. K.  | n. a. bzw. a. K.  | n. a. bzw. a. K.  | n. a. bzw. a. K.  | n. a. bzw. a. K.  | n. a. bzw. a. K.  | 0 / 2          | 0 / 2          |
| Kanada                       | –                 | –                 | –                 | –                 | –                 | –                 | –                 | –                 | –                 | –                 | –                 | VF                | –                 | F                 | AF                | AF                | 2                 | 1                 | 2                | –                 | Q1                | –                 | n. a.             | –                 | –                 | 0 / 7          | 0 / 7          |
| Cincinnati                   | n. a. bzw. a. K.  | n. a. bzw. a. K.  | n. a. bzw. a. K.  | n. a. bzw. a. K.  | n. a. bzw. a. K.  | n. a. bzw. a. K.  | n. a. bzw. a. K.  | n. a. bzw. a. K.  | n. a. bzw. a. K.  | n. a. bzw. a. K.  | n. a. bzw. a. K.  | –                 | –                 | VF                | VF                | AF                | 2                 | 1                 | 2                | –                 | Q1                | –                 | –                 | 1                 | –                 | 0 / 7          | 0 / 7          |
| Tokio                        | –                 | –                 | –                 | –                 | –                 | –                 | –                 | –                 | VF                | VF                | –                 | 2                 | 2                 | 2                 | HF                | AF                | n. a. bzw. a. K.  | n. a. bzw. a. K.  | n. a. bzw. a. K. | n. a. bzw. a. K.  | n. a. bzw. a. K.  | n. a. bzw. a. K.  | n. a. bzw. a. K.  | n. a. bzw. a. K.  | n. a. bzw. a. K.  | 0 / 7          | 0 / 7          |
| Moskau                       | –                 | –                 | –                 | –                 | –                 | –                 | –                 | AF                | AF                | –                 | –                 | n. a. bzw. a. K.  | n. a. bzw. a. K.  | n. a. bzw. a. K.  | n. a. bzw. a. K.  | n. a. bzw. a. K.  | n. a. bzw. a. K.  | n. a. bzw. a. K.  | n. a. bzw. a. K. | n. a. bzw. a. K.  | n. a. bzw. a. K.  | n. a. bzw. a. K.  | n. a. bzw. a. K.  | n. a. bzw. a. K.  | n. a. bzw. a. K.  | 0 / 2          | 0 / 2          |
| Peking                       | nicht ausgetragen | nicht ausgetragen | nicht ausgetragen | nicht ausgetragen | nicht ausgetragen | nicht ausgetragen | nicht ausgetragen | nicht ausgetragen | nicht ausgetragen | nicht ausgetragen | nicht ausgetragen | 1                 | 1                 | 2                 | 2                 | 1                 | HF                | 2                 | 1                | 2                 | 1                 | Q1                | nicht ausgetragen | nicht ausgetragen | nicht ausgetragen | 0 / 10         | 0 / 10         |
| Wuhan                        | nicht ausgetragen | nicht ausgetragen | nicht ausgetragen | nicht ausgetragen | nicht ausgetragen | nicht ausgetragen | nicht ausgetragen | nicht ausgetragen | nicht ausgetragen | nicht ausgetragen | nicht ausgetragen | nicht ausgetragen | nicht ausgetragen | nicht ausgetragen | nicht ausgetragen | nicht ausgetragen | 1                 | 1                 | 1                | 1                 | 1                 | 1                 | nicht ausgetragen | nicht ausgetragen | nicht ausgetragen | 0 / 6          | 0 / 6          |
| Zürich                       | –                 | –                 | –                 | –                 | –                 | –                 | –                 | –                 | AF                | –                 | n. a. bzw. a. K.  | n. a. bzw. a. K.  | n. a. bzw. a. K.  | n. a. bzw. a. K.  | n. a. bzw. a. K.  | n. a. bzw. a. K.  | n. a. bzw. a. K.  | n. a. bzw. a. K.  | n. a. bzw. a. K. | n. a. bzw. a. K.  | n. a. bzw. a. K.  | n. a. bzw. a. K.  | n. a. bzw. a. K.  | n. a. bzw. a. K.  | n. a. bzw. a. K.  | 0 / 1          | 0 / 1          |
| Olympische Spiele            | n. a.             | n. a.             | –                 | nicht ausgetragen | nicht ausgetragen | nicht ausgetragen | 1                 | nicht ausgetragen | nicht ausgetragen | nicht ausgetragen | 2                 | nicht ausgetragen | nicht ausgetragen | nicht ausgetragen | 1                 | nicht ausgetragen | nicht ausgetragen | nicht ausgetragen | AF               | nicht ausgetragen | nicht ausgetragen | nicht ausgetragen | nicht ausgetragen | 1                 | n. a.             | 0 / 5          | 0 / 5          |
| Billie Jean King Cup         | –                 | –                 | –                 | –                 | –                 | –                 | 1                 | –                 | –                 | PO                | –                 | –                 | PO                | PO                | PO                | PO                | HF                | PO                | PO               | –                 | PO                | F                 | –                 | –                 | –                 | 0 / 11         | 0 / 11         |
| Statistik                    | Statistik         | Statistik         | Statistik         | Statistik         | Statistik         | Statistik         | Statistik         | Statistik         | Statistik         | Statistik         | Statistik         | Statistik         | Statistik         | Statistik         | Statistik         | Statistik         | Statistik         | Statistik         | Statistik        | Statistik         | Statistik         | Statistik         | Statistik         | Statistik         | Statistik         | S/N            | Sieg%          |
| Turnierteilnahmen            | 1                 | 3                 | 7                 | 15                | 26                | 24                | 26                | 24                | 25                | 16                | 15                | 21                | 19                | 21                | 23                | 23                | 23                | 24                | 22               | 20                | 26                | 22                | 4                 | 10                | 3                 | Gesamt: 443    | Gesamt: 443    |
| Erreichte Finals             | 0                 | 0                 | 0                 | 6                 | 1                 | 0                 | 0                 | 2                 | 1                 | 0                 | 1                 | 2                 | 3                 | 4                 | 2                 | 4                 | 1                 | 2                 | 1                | 1                 | 0                 | 1                 | 0                 | 0                 | 0                 | Gesamt: 32     | Gesamt: 32     |
| Gewonnene Titel              | 0                 | 0                 | 0                 | 4                 | 0                 | 0                 | 0                 | 0                 | 0                 | 0                 | 0                 | 1                 | 1                 | 1                 | 0                 | 2                 | 1                 | 2                 | 0                | 1                 | 0                 | 0                 | 0                 | 0                 | 0                 | Gesamt: 13     | Gesamt: 13     |
| Hartplatz-Siege/-Niederlagen | 0:2               | 1:3               | 6:7               | 32:9              | 15:13             | 16:18             | 27:16             | 14:16             | 20:16             | 8:8               | 13:9              | 29:14             | 24:14             | 30:16             | 25:16             | 31:16             | 24:16             | 16:17             | 13:15            | 10:13             | 8:17              | 11:16             | 1:4               | 1:7               | 1:2               | 376:300        | 56 %           |
| Sand-Siege/-Niederlagen      | 0:0               | 0:0               | 0:0               | 0:0               | 8:10              | 2:2               | 9:6               | 3:5               | 6:5               | 6:7               | 7:4               | 6:4               | 20:3              | 12:5              | 18:5              | 8:5               | 8:5               | 15:5              | 16:7             | 12:6              | 9:7               | 5:6               | 0:0               | 0:0               | 0:1               | 170:98         | 63 %           |
| Rasen-Siege/-Niederlagen     | 0:0               | 0:0               | 0:0               | 4:2               | 1:4               | 2:4               | 5:3               | 2:3               | 4:3               | 1:2               | 7:3               | 3:2               | 3:2               | 3:2               | 1:3               | 3:2               | 1:3               | 2:2               | 1:2              | 0:0               | 5:4               | 4:3               | 0:0               | 0:3               | 0:0               | 52:52          | 50 %           |
| Teppich-Siege/-Niederlagen   | 0:0               | 0:0               | 0:0               | 0:0               | 0:0               | 0:0               | 0:3               | 4:1               | 3:2               | 2:1               | 0:0               | 0:0               | 0:0               | 0:0               | 0:0               | 0:0               | 0:0               | 0:0               | 0:0              | 0:0               | 0:0               | 0:0               | 0:0               | 0:0               | 0:0               | 9:7            | 56 %           |
| Gesamt-Siege/-Niederlagen    | 0:2               | 1:3               | 6:7               | 36:11             | 24:27             | 20:24             | 41:28             | 23:25             | 33:26             | 17:18             | 27:16             | 38:20             | 47:19             | 45:23             | 44:24             | 42:23             | 33:24             | 33:24             | 30:24            | 22:19             | 22:28             | 20:25             | 1:4               | 1:10              | 1:3               | 607:457        | 57 %           |
| Sieg%                        | 0 %               | 25 %              | 46 %              | 77 %              | 47 %              | 45 %              | 59 %              | 48 %              | 56 %              | 49 %              | 63 %              | 66 %              | 71 %              | 66 %              | 65 %              | 65 %              | 58 %              | 58 %              | 56 %             | 54 %              | 44 %              | 44 %              | 20 %              | 9 %               | 25 %              | Gesamt:        | 57 %           |
| Jahresendposition            | –                 | –                 | 682               | 276               | 265               | 153               | 65                | 46                | 29                | 47                | 52                | 13                | 6                 | 6                 | 9                 | 18                | 23                | 27                | 21               | 41                | 72                | 96                | 112               | 378               | 539               | N/A            | N/A            |

Zeichenerklärung: S = Turniersieg; F, HF, VF, AF = Einzug ins Finale / Halbfinale / Viertelfinale / Achtelfinale; 1, 2, 3 = Ausscheiden in der 1. / 2. / 3. Hauptrunde; RR = Round Robin (Gruppenphase); n. a. = nicht ausgetragen; a. K. = andere Kategorie; PO (Playoff) = Auf- und Abstiegsrunde im Billie Jean King Cup; K1, K2, K3 = Teilnahme in der Kontinentalgruppe I, II, III im Billie Jean King Cup.
Anmerkung: Diese Statistik berücksichtigt alle Ergebnisse im Einzel, so wie es auf der WTA-Seite steht. Dargestellt sind nur WTA-Turniere der Kategorie Tier I (bis 2008), die WTA-Turniere der Kategorien Premier Mandatory und Premier 5 (2009–2020) bzw. die WTA-Turniere der Kategorien 1000 (seit 2021).

### Doppel
Die Tabelle listet die Ergebnisse der Grand-Slam-Turniere, der Tour Championships, der Olympischen Spiele, des Fed Cups bzw Billie Jean King Cups und der Turniere folgender Kategorien auf: 1990–2008: Tier I, 2009–2020: Premier Mandatory und Premier 5, ab 2021: WTA 1000.
| Turnier              | 2002 | 2003 | 2004 | 2005 | 2006 | 2007 | 2008 | 2009 | 2010 | 2011 | 2012 | 2013 | 2014 | 2015 | 2016 | 2017 | 2018 | 2019 | 2020 | 2021 | 2022 | 2023 | Karriere |
| -------------------- | ---- | ---- | ---- | ---- | ---- | ---- | ---- | ---- | ---- | ---- | ---- | ---- | ---- | ---- | ---- | ---- | ---- | ---- | ---- | ---- | ---- | ---- | -------- |
| Australian Open      | 1    | 1    | 2    | 2    | F    | HF   | —    | AF   | 1    | —    | —    | 2    | 2    | AF   | 2    | 2    | —    | S    | 1    | 1    | 2    | 1    | 1 × S    |
| French Open          | —    | —    | AF   | AF   | S    | HF   | AF   | AF   | AF   | —    | 1    | AF   | 1    | AF   | 1    | 1    | 2    | VF   | —    | —    | AF   |      | 1 × S    |
| Wimbledon            | —    | 2    | 2    | HF   | AF   | HF   | F    | F    | AF   | F    | 2    | 1    | AF   | 2    | —    | —    | 1    | 2    |      | 1    | 1    |      | 3 × F    |
| US Open              | —    | 2    | AF   | S    | HF   | AF   | F    | HF   | —    | 1    | —    | 2    | —    | 1    | 2    | —    | HF   | 1    | —    | S    | 1    |      | 2 × S    |
| WTA Finals           | —    | —    | —    | S    | S    | —    | —    | HF   | —    | —    | —    | —    | —    | —    | —    | —    | —    | HF   |      | RR   | —    |      | 2 × S    |
| Doha                 |      |      |      |      |      |      | —    |      |      |      | 1    | VF   | —    |      | —    |      | —    |      | —    |      | —    |      | 1 × VF   |
| Dubai                |      |      |      |      |      |      |      | HF   | HF   | VF   |      |      |      | AF   |      | —    |      | —    |      | —    |      |      | 2 × HF   |
| Indian Wells         | —    | —    | —    | 1    | S    | S    | —    | AF   | F    | AF   | VF   | AF   | HF   | HF   | 1    | AF   | 1    | 1    |      | —    | 1    |      | 2 × S    |
| Miami                | —    | —    | Q1   | AF   | S    | S    | —    | VF   | F    | —    | AF   | —    | 1    | 1    | AF   | 1    | —    | F    |      | —    | 1    |      | 2 × S    |
| Charleston           | —    | —    | —    | VF   | S    | AF   | —    |      |      |      |      |      |      |      |      |      |      |      |      |      |      |      | 1 × S    |
| Rom                  | —    | —    | Q2   | 1    | AF   | AF   | AF   | AF   | —    | —    | —    | AF   | 1    | AF   | —    | 1    | —    | VF   | —    | —    | —    |      | 1 × VF   |
| Madrid               |      |      |      |      |      |      |      | HF   | AF   | AF   | AF   | —    | AF   | —    | —    | AF   | —    | VF   |      | —    | —    |      | 1 × HF   |
| Berlin               | —    | —    | AF   | —    | —    | S    | —    |      |      |      |      |      |      |      |      |      |      |      |      |      |      |      | 1 × S    |
| San Diego            |      |      | —    | AF   | HF   | —    |      |      |      |      |      |      |      |      |      |      |      |      |      |      |      |      | 1 × HF   |
| Cincinnati           |      |      |      |      |      |      |      | —    | —    | —    | —    | —    | —    | —    | —    | —    | —    | —    | —    | S    | 1    |      | 1 × S    |
| Kanada               | —    | —    | —    | —    | —    | —    | —    | F    | —    | —    | —    | —    | 1    | —    | VF   | —    | —    | —    |      | —    | —    |      | 1 × F    |
| Tokio                | —    | —    | —    | —    | S    | S    | F    | 1    | —    | —    | —    | —    |      |      |      |      |      |      |      |      |      |      | 2 × S    |
| Wuhan                |      |      |      |      |      |      |      |      |      |      |      |      | —    | 1    | —    | —    | —    | AF   |      |      |      |      | 1 × AF   |
| Zürich               | —    | —    | —    | HF   | HF   | —    |      |      |      |      |      |      |      |      |      |      |      |      |      |      |      |      | 2 × HF   |
| Peking               |      |      |      |      |      |      |      | AF   | —    | —    | 1    | 1    | 1    | 1    | —    | —    | —    | AF   |      |      |      |      | 2 × AF   |
| Moskau               | —    | —    | —    | S    | 1    | —    | —    |      |      |      |      |      |      |      |      |      |      |      |      |      |      |      | 1 × S    |
| Olympische Spiele    |      |      | 1    |      |      |      | AF   |      |      |      | 1    |      |      |      | 1    |      |      |      | VF   |      |      |      | 1 × VF   |
| Billie Jean King Cup |      |      | 1    |      |      | PO   |      |      | PO   | PO   | PO   | PO   | HF   | PO   | PO   |      | PO   | F    | —    | —    |      |      | 1 × F    |

Zeichenerklärung: S = Turniersieg; F, HF, VF, AF = Einzug ins Finale, Halb-, Viertel-, Achtelfinale; 1, 2, 3 = Ausscheiden in der 1., 2., 3. Haupt- / Finalrunde; Q1, Q2, Q3 = Ausscheiden in der 1., 2. 3. Qualifikationsrunde; KF (kleines Finale) = unterlegen im Spiel um Platz drei; RR = Round Robin (Gruppenphase); nicht ausgetragen oder andere Kategorie; PO (Playoff), P2 = Auf-/Abstiegsrunde zur Weltgruppe I/II im Fed Cup; W2, K1, K2, K3 = Teilnahme in der Weltgruppe II, Kontinentalgruppe I, II, III im Fed Cup.

### Mixed
| Turnier         | 2002 | 2003 | 2004 | 2005 | 2006 | 2007 | 2008 | 2009 | 2010 | 2011 | 2012 | 2013 | 2014 | 2015 | 2016 | 2017 | 2018 | 2019 | 2020 | 2021 | 2022 | 2023 | Karriere |
| --------------- | ---- | ---- | ---- | ---- | ---- | ---- | ---- | ---- | ---- | ---- | ---- | ---- | ---- | ---- | ---- | ---- | ---- | ---- | ---- | ---- | ---- | ---- | -------- |
| Australian Open | 1    | —    | —    | S    | HF   | VF   | —    | —    | —    | —    | —    | 1    | —    | —    | AF   | HF   | AF   | AF   | AF   | F    | AF   | 1    | S        |
| French Open     | —    | —    | —    | HF   | —    | —    | —    | —    | —    | —    | —    | —    | —    | —    | —    | —    | —    | —    |      | —    | VF   |      | HF       |
| Wimbledon       | —    | —    | —    | VF   | VF   | AF   | S    | VF   | AF   | 1    | —    | —    | S    | —    | 1    | —    | 1    | 1    |      | 2    | F    |      | S        |
| US Open         | —    | —    | —    | VF   | 1    | —    | AF   | —    | —    | —    | —    | —    | —    | —    | —    | —    | —    | HF   |      | 1    | VF   |      | HF       |

## Spielstil
Sam Stosur spielte eine beidhändige Rückhand. Hierbei setzte sie, insbesondere im Vergleich zu anderen Spielerinnen, den Slice sehr häufig ein. Ein besonderes Merkmal war außerdem ihr Kickaufschlag, der einen starken Seitwärtsdrall hatte, was sie ebenfalls von vielen Spielerinnen in den Top 100 unterschied.